# Бернхард фон дер Асебург
Бернхард фон дер Асебург (на немски: Bernhard von der Asseburg; † 8 май 1534) е благородник от род „фон дер Асебург“.

## Произход
Той е син на Хайнрих фон дер Асебург († ок. 1522) и съпругата му фон Велтхайм. Потомък е на Видекинд фон Волфенбютел († ок. 1118), който построява водния замък Волфенбютел и е основател на фамилията фон Волфенбютел, от която произлиза фамилията „фон дер Асебург“ от замък Асебург при Волфенбютел. Замъкът Асебург на река Асе при Волфенбютел е построен през 1218 – 1223 г. от дядо му трушсес Гунцелин фон Волфенбютел († 1255), държавник и военачалник.

## Фамилия
Бернхард фон дер Асебург се жени за Анна фон Алвенслебен († 25 юли 1571, Ампфурт), дъщеря на Гебхард XVII фон Алвенслебен (1477 – 1541) и Фредеке фон Венден († 1551). Те имат три деца, един син и две дъщери:
- Хайнрих фон дер Асебург († 9 април 1573), женен за Анна фон Алвенслебен († 26 декември 1584), дъщеря на Лудолф фон Алвенслебен (1510 – 1562) и първата му съпруга Гьодел (I) фон Бюлов; нямат деца
- Аделхайд фон дер Асебург († 6 октомври 1588, Пренцлау), омъжена за Леонхард фон Котце († 1560 Хале, Заале)
- Фредеке фон дер Асебург (* 16 октомври 1534, Шермке; † 4 октомври 1604, Магдебург), омъжена за Бусо фон Бюлов († 1571), син на Хайнрих фон Бюлов († сл. 1538) и Армгард фон Бартенслебен († 1560)

Вдовицата му Анна фон Алвенслебен се омъжва втори път за Хартвиг фон дем Вердер.